# Adam Markhiyev
Adam Umarovich Markhiyev (en ruso: Адам Умарович Мархиев; Nazrán, Rusia, 17 de marzo de 2002) es un futbolista finlandés que juega de centrocampista en el Aris de Limassol de la Primera División de Chipre.

## Primeros años
Pasó ocho años en el sector juvenil del FF Jaro Pietarsaari en Jakobstad de 2009 a 2016, antes de unirse a la cantera del HJK Helsinki en 2017.

## Trayectoria
Debutó en la categoría absoluta con el equipo reserva del HJK, el Klubi-04 de la Kakkonen, de tercera división, en la temporada 2019, y jugó en el equipo hasta principios de 2021, disputando 23 partidos de liga y marcando dos goles en total.
Se trasladó a Letonia y fichó por el F. K. Spartaks Jūrmala en 2021, donde su padre Umar Markhiyev había trabajado anteriormente como segundo entrenador de Aleksei Yeremenko.
Fue cedido al S.P.A.L. a principios de 2022, pero debido a una lesión no llegó a jugar con el primer equipo y regresó a Letonia tras la temporada.
Tras el descenso del Spartaks Jūrmala, se trasladó a Riga y fichó por el FK RFS antes de la temporada 2023 por un contrato de tres años con opción a un año más, por una cantidad no revelada. En su primera temporada en el club, ayudó al FK RFS a ganar el título de campeón de Letonia. También jugó con el FK RFS los partidos de clasificación para la Liga Europa Conferencia de la UEFA 2023-24 en cuatro ocasiones.
Representó al FK RFS en la Liga Europa de la UEFA 2024-25, ayudando a su equipo a clasificarse para la fase de liguilla. El 23 de enero de 2025, en un partido de la Liga Europa de la UEFA contra el Ajax de Ámsterdam, marcó el gol de la victoria para el FK RFS, en un triunfo por 1-0 en casa.
Con el FK RFS ganó dos títulos de campeón de Letonia en 2023 y 2024. También ganó la Copa de Letonia en 2024.
El 31 de enero de 2025 firmó un contrato de cuatro años con el Aris de Limassol.

## Selección nacional
Es un habitual de las selecciones juveniles finlandesas, a las que ha representado en varias categorías inferiores. Desde 2021 ha jugado con la selección nacional sub-21 de Finlandia. Disputó diez partidos en la campaña de clasificación para la Eurocopa Sub-21 de 2025, ayudando a Finlandia Sub-21 a clasificarse a la Eurocopa Sub-21 de 2025 por segunda vez en la historia de la nación.

## Vida personal
Nació en Nazrán, en la república rusa de Ingusetia, pero se trasladó a Finlandia con su familia cuando tenía 7 años. Su padre Umar Markhiyev es entrenador de fútbol ruso y exjugador, y su hermano Muslim Markhiyev juega al fútbol en Finlandia en el F. C. Kiffen 08. Es musulmán.

## Estadísticas

### Clubes
Actualizado al último partido disputado en 18 de mayo de 2025.
| Club                           | Div.          | Temporada     | Liga  | Liga  | Liga   | Copas nacionales | Copas nacionales | Copas nacionales | Copas internacionales | Copas internacionales | Copas internacionales | Total | Total | Total  |
| Club                           | Div.          | Temporada     | Part. | Goles | Asist. | Part.            | Goles            | Asist.           | Part.                 | Goles                 | Asist.                | Part. | Goles | Asist. |
| ------------------------------ | ------------- | ------------- | ----- | ----- | ------ | ---------------- | ---------------- | ---------------- | --------------------- | --------------------- | --------------------- | ----- | ----- | ------ |
| Klubi-04 · Finlandia           | 3.ª           | 2019          | 9     | 1     | 0      | ―                | ―                | ―                | ―                     | ―                     | ―                     | 9     | 1     | 0      |
| Klubi-04 · Finlandia           | 3.ª           | 2020          | 14    | 1     | 0      | ―                | ―                | ―                | ―                     | ―                     | ―                     | 14    | 1     | 0      |
| Klubi-04 · Finlandia           | Total club    | Total club    | 23    | 2     | 0      | 0                | 0                | 0                | 0                     | 0                     | 0                     | 23    | 2     | 0      |
| F. K. Spartaks Jūrmala Letonia | 1.ª           | 2021          | 19    | 1     | 0      | 1                | 0                | 0                | ―                     | ―                     | ―                     | 20    | 1     | 0      |
| F. K. Spartaks Jūrmala Letonia | 1.ª           | 2022          | 9     | 1     | 0      | —                | —                | —                | ―                     | ―                     | ―                     | 9     | 1     | 0      |
| F. K. Spartaks Jūrmala Letonia | Total club    | Total club    | 28    | 2     | 0      | 1                | 0                | 0                | 0                     | 0                     | 0                     | 29    | 2     | 0      |
| FK RFS Letonia                 | 1.ª           | 2023          | 33    | 1     | 3      | 2                | 1                | 0                | 4                     | 0                     | 0                     | 39    | 2     | 3      |
| FK RFS Letonia                 | 1.ª           | 2024          | 33    | 2     | 4      | 2                | 0                | 0                | 16                    | 1                     | 0                     | 51    | 3     | 4      |
| FK RFS Letonia                 | Total club    | Total club    | 66    | 3     | 7      | 4                | 1                | 0                | 20                    | 1                     | 0                     | 90    | 5     | 7      |
| Aris de Limassol Chipre        | 1.ª           | 2024-25       | 14    | 0     | 0      | 0                | 0                | 0                | ―                     | ―                     | ―                     | 14    | 0     | 0      |
| Aris de Limassol Chipre        | Total club    | Total club    | 14    | 0     | 0      | 0                | 0                | 0                | 0                     | 0                     | 0                     | 14    | 0     | 0      |
| Total carrera                  | Total carrera | Total carrera | 131   | 7     | 7      | 5                | 1                | 0                | 20                    | 1                     | 0                     | 156   | 9     | 7      |